# Martha Batalha
Martha Mamede Batalha é uma escritora e jornalista brasileira.

## Carreira
Martha Batalha nasceu em Recife e cresceu no Rio de Janeiro. Estudou na PUC-Rio, onde fez Jornalismo e mestrado em Literatura Brasileira. Foi repórter por muitos anos dos jornais O Dia, O Globo e Extra.
Fundou, em 2003, a editora Desiderata, que publicou antologias de textos e ilustrações dos jornais humorísticos O Pasquim, O Planeta Diário; além de obras de Millôr Fernandes, Ivan Lessa, André Dahmer. 
Como produtora cultural, foi responsável pela inclusão do Brasil no roteiro de 2004 a 2007 da exposição World Press Photo.
Em 2008, a editora Desiderata foi vendida para o grupo Ediouro. Neste mesmo ano, Martha mudou-se para Nova York para fazer um mestrado em Editoração, na Universidade de Nova Iorque, recebendo a maior distinção do curso, a Oscar Dystel Fellowship. Começou a atuar no mercado editorial dos Estados Unidos, mas depois de um tempo deixou o emprego de editora para se tornar escritora. Ser escritora era um sonho que Martha tinha desde seus 7 anos de idade, e após o nascimento de sua primeira filha, sentiu que era tempo para correr atrás desta realização.
Seu primeiro romance, A Vida Invisível de Eurídice Gusmão, foi vendido para editoras da Alemanha e Noruega antes mesmo de ser publicado no Brasil. Hoje, também é um grande sucesso no país, e foi adquirido por outras editoras estrangeiras. Seus direitos foram vendidos para o cinema: o cineasta Karim Aïnouz e o produtor Rodrigo Teixeira conceberam o filme A Vida Invisível, baseado na obra.
Ela lança em 2023 seu terceiro romance, Chuva de Papel e mantém desde 2020 uma coluna no Jornal O Globo.  
Martha mantém o hábito de correr antes de escrever.
Desde 2014, a escritora vive em Santa Monica, Califórnia.

## Obras
- 2016 - A Vida Invisível de Eurídice Gusmão - Companhia das Letras - ISBN 9788535927061
- 2018 - Nunca Houve um Castelo - Companhia das Letras - ISBN 9788535930825
- 2023 - Chuva de Papel - Companhia das Letras - ISBN - 9786559215003